# Podlaski (Zamość)
Podlaski – przysiółek wsi Zamość w Polsce, położony w województwie kujawsko-pomorskim, w powiecie nakielskim, w gminie Szubin. Przysiółek wchodzi w skład sołectwa Zamość.
W latach 1975–1998 przysiółek należał administracyjnie do województwa bydgoskiego.